# Forfoleda
Forfoleda – gmina w Hiszpanii, w prowincji Salamanka, w Kastylii i León, o powierzchni 38,07 km². W 2011 roku gmina liczyła 188 mieszkańców.